# Rodrigo Cruz Matta
Rodrigo Cruz Matta (Santiago, 16 de febrero de 1953) es un administrador de empresas chileno, gerente general de la supermercadista Distribución y Servicio (D&S) entre los años 2004 a 2006 y estrecho colaborador de la familia local Ibáñez.
Nació del matrimonio conformado por Neftalí Cruz Ortiz, abogado de profesión, y Carmen Matta Jouanne.
Se formó como administrador de empresas en el Instituto de Publicidad y Ventas (Ipeve) de la capital, predecesora de la Universidad Diego Portales, la cual fue fundada en el año 1982.
Participó en la compañía de la familia Ibáñez desde 1973, ocupando cargos variados como el de asistente contador, auditor interno y encargado de compras. En 1992 asumió como contralor de D&S.
En 2004, por decisión de Nicolás Ibáñez, dejó el puesto de director de la empresa y pasó a ocupar los cargos de representante legal y gerente general, este último de forma solo nominal.
El 1 de agosto de 2006 finalizó esta labor, pasando a ocupar, nuevamente, el puesto de contralor.
Contrajo matrimonio con Carolina Vial Bezanilla, hija de Carlos Vial Correa y Rosario Bezanilla Reyes.

## Nota
1. ↑  La verdadera conducción de la empresa quedó en manos del propio Ibáñez, accionista controlador, quien pasó a ocupar el cargo de director ejecutivo.

| Predecesor: Cristóbal Lira Ibáñez | Gerente general de Distribución y Servicio 2 de septiembre de 2004 - 31 de julio de 2006 | Sucesor: Enrique Ostalé Cambiaso |

- Datos: Q6110659